# Luc De Hovre
 (mai 2017).
Si vous disposez d'ouvrages ou d'articles de référence ou si vous connaissez des sites web de qualité traitant du thème abordé ici, merci de compléter l'article en donnant les références utiles à sa vérifiabilité et en les liant à la section « Notes et références ».
Luc Alfons De Hovre, né le 27 février 1926 à Nederbrakel (Belgique) et décédé le 4 juin 2009 à Heverlee-Louvain (Belgique), était un prêtre jésuite belge, évêque auxiliaire de Malines-Bruxelles de 1982 à 2002.

## Biographie
De Hovre entre au noviciat jésuite de Tronchiennes (Drongen) le 7 septembre 1945 il suit le parcours ordinaire de la formation religieuse et académique du jésuite pour être ordonné prêtre, 13 ans plus tard, le 10 août 1958. 
De Hovre enseigne au Collège Saint-Jean-Berchmans de Bruxelles et directeur de celui de Turnhout avant de devenir maître des novices en 1971. Nommé provincial des jésuites de Belgique-Nord en 1975 il est également durant quelques années le président du groupe des provinciaux jésuites d’Europe. 
Le 15 février 1982 il est nommé évêque auxiliaire de l’archidiocèse de Malines-Bruxelles et est ordonné évêque le 28 mars suivant, avec siège titulaire à Domnach Sechnaill (de) (en Irlande) par Godfried Danneels avec comme co-consécrateurs Philip Ekka (de), Paul Constant Schoenmaekers, Leo-Karel De Kesel et Jean-Baptiste Musty. Il a charge particulière de la pastorale néerlandophone à Bruxelles. Durant deux ans il est de plus vicaire épiscopal pour les religieux et religieuses néerlandophones du vaste archidiocèse. L’œcuménisme lui tient à cœur. Il en anime la commission diocésaine. 
Le 20 mars 2002, à l’âge de 76, il donne sa démission. Mgr Luc De Hovre décède à Heverlee-Leuven le 4 juin 2009. Ses funérailles sont célébrées le 13 juin en la cathédrale de Bruxelles. Il avait choisi lui-même le passage d’Évangile à y lire : Jésus répand en abondance l’Esprit sur ceux qui croient en lui (Jean, ch.3).